# Popa (religiós)
Un popa és un sacerdot rus del ritu grec. El terme popa o pope és una variació a partir de papa.
Els antics romans donaven el nom de popa -ae a les dones encarregades de vendre animals per al sacrifici o als qui conduïen els animals davant l'altar i descarregaven el primer cop amb el destral. L'animal era de seguida, rematat pel cultrarius. Els popes rebien com a salari una porció de l'animal sacrificat que s'emportaven a casa i se'l venien després, amb la carn cuita i preparada, als que anaven allà a menjar i beure. Aquest va ser l'origen de les popinae (‘tavernes’).